# 세종예술고등학교
세종예술고등학교(世宗藝術高等學校)는 대한민국 세종특별자치시 세종동에 있는 공립 고등학교이다.

## 학교 연혁
- 2017년 5월 30일 : 특수목적고등학교 지정
- 2017년 7월 13일 : 자율학교 지정 [2018.03.01. ~ 2023.02.28. (5년)]
- 2018년 3월 1일 : 개교
- 2018년 3월 1일 : 임진환 초대 교장 취임
- 2018년 6월 1일 : 강당 (수납식 관람석 300석) 구축, 라움 갤러리 구축
- 2018년 8월 1일 : 아트리움 열린도서관 구축
- 2018년 10월 1일 : 학과별 전공실 증축(미술과 6실, 실용음악과 2실, 공연예술과 2실)
- 2022년 3월 1일 : 황덕수 교장 취임
- 2023년 2월 2일 : 제3회 졸업식 (졸업생 77명, 총 졸업생 226명)
- 2023년 3월 2일 : 제6회 입학식

## 설치 학과
- 음악과
- 실용음악과
- 미술과
- 공연예술과

## 참고 자료
- 세종예술고등학교 - 한국교육학술정보원 학교알리미